# Bawnboy
Bawnboy (en irlandais : an Bádhún Buí, le bawn jaune)[pas clair],  est un petit village situé dans une vallée au pied de la montagne Slieve Rushen, entre Ballyconnell et Swanlinbar, dans le comté de Cavan, en Irlande.

## Géographie
Le village est situé sur la route nationale N87 et la route L1037.
Bawnboy fait partie de l'ancienne paroisse de Templeport, lieu de naissance de saint Mogue. 
Son bâtiment le plus célèbre est une maison de travailleurs de l'époque victorienne, construite en 1853, désaffectée et maintenant abandonnée.
Le poste de police de la Garda a fermé fin janvier 2013.

### Transports
- La gare ferroviaire de Bawnboy Road a ouvert le 24 octobre 1887 et a fermé définitivement le 1er avril 1959[2]. Elle faisait partie du réseau de chemin de fer à voie étroite « Cavan and Leitrim Railways ».
- Les autocars Leydons Coaches exploitent la ligne '930'  reliant le village à Ballyconnell, Belturbet, Cavan, Swanlinbar et Enniskillen[3].

Jusqu'à la mi-octobre 2012, Bawnboy a été desservi plusieurs fois par jour par la ligne rapide n° 30 des Bus Éireann.

### Démographie
La population actuelle est d'environ 250 personnes.

## Toponymie
En Irlande, un « bawn » est un mur de défense entourant une tour habitée. C'est la version anglicisée du mot irlandais « badhún » qui signifie « bastide » ou « enclos à bétail ».
Son but initial était de protéger le bétail pendant une attaque. Les restes d'un bawn de la fin du Moyen Âge sont visibles à Bawnboy House, à l'origine du nom du village. La mention la plus ancienne de ce nom de lieu figure dans le Hearth Money Rolls de 1664 pour Templeport où il est appelé Baonboy. Le village se nomme aussi Kilsub ou Kilsob.

## Histoire
Le relevé de l'enquête de 1622 pour le comté de Cavan signale :  « Sir Richard Greames détient 1 000 acres (400 ha) de cette terre, sur laquelle est construit un bawn en pierre dure et calcaire, de soixante pieds carrés et de neuf pieds de hauteur, avec une petite maison en pierre à l'intérieur dans laquelle réside le lieutenant William Ruttledge. Il la loue, avec 200 acres de terre depuis 21 ans. Le reste des 1 000 acres de Sir Richard est loué aux Irlandais d’année en année. Ils labourent la terre selon la technique irlandaise. »